# Леонардо де Архенсола, Луперсио
Лупе́рсио Леона́рдо де Архенсо́ла (исп. Lupercio Leonardo de Argensola; 14 декабря 1559, Барбастро — март 1613) — испанский писатель

, драматург и поэт золотого века испанской литературы, историк и государственный деятель; старший брат Бартоломе.

## Биография
Луперсио Леонардо де Архенсола родился в городе Барбастро в провинции Уэска 14 декабря 1559 года. Получил образование в Уэска.
Луперсио сделался известным уже в 1585 году тремя трагедиями «La Isabella», «La Alejandra», «La Filis» (последняя утеряна). Обратив на себя внимание императрицы Марии Антонии Австрийской, вдовы курфюрста Баварии Максимилиана II, поселившейся по смерти мужа в Мадриде, Луперсио получил место её секретаря, а его брат Бартоломе — её капеллана. Впоследствии Луперсио был пожалован эрцгерцогом австрийским Альбертом в камергеры, а король Филипп III и государственные чины Арагона дали ему звание историографа (Cronista mayor) этого королевства, вследствие чего он поселился в Сарагосе, куда за ним последовал и его брат.
В 1611 году братья Архенсола, пользовавшиеся уже в то время большой известностью как лирические поэты, отправились с графом Лемос, в Неаполь, куда тот был назначен вице-королём. В марте 1613 года, во время этого путешествия Луперсио Архенсола скончался; на тот момент он занимал пост государственного и военного министра.
По возвращении с вице-королём в Испанию место место историографа Арагонского королевства занял Бартоломе Леонардо де Архенсола, посвятив себя главным образом трудам по продолжению «Летописей Арагона» (исп. Anales de la corona de Aragon), начатых Херонимо Сурита-и-Кастро и к которым Луперсио уже сделал ряд подготовительных работ. 4 февраля 1631 года умер и Бартоломе Архенсола успев издать только первую часть «Primera parte de los anales de Aragon, que prosigue los del secretario Geronimo Zurita desde el ano 1516» (Сарагоса, 1630), в которой были пространно изложены события 1516—1520 годов.
По смерти обоих братьев, сын Луперсио Архенсолы издал собрание их сочинений под заголовком «Rimas» (Сарагоса, 1634), которое было перепечатано в «Coleccion de Ramon Fernandez» (Мадрид, 1786) и впоследствии неоднократно переиздавалось. Помимо оригинальных стихов, там были и художественные переводы античных латинских поэтов Луперсио Архенсолы.
Согласно Энциклопедическому словарю Брокгауза и Ефрона: «Оба брата воспитались на чтении римских поэтов, в особенности Горация, поэтому стихотворения их, отличающиеся более тщательной отделкой стиха, нежели оригинальностью сюжета и богатством фантазии, в главных чертах напоминают произведения римских классиков. Бартоломе А. принадлежит, впрочем, место среди классических писателей Испании за его исторические сочинения. Многие ставят его по отношению слога гораздо выше Суриты, а по правильности и выработке языка считают его неподражаемым».

## Сочинения
- «Поэзия испанского Возрождения». М., 1990. С. 321-327.